# Château d'Oliveto
Le Château d'Oliveto (en italien : Castello di Oliveto), est un ancien château du XVe siècle situé dans la commune de Castelfiorentino (ville métropolitaine de Florence) en Toscane,.

## Historique
Le château d'Oliveto a été construit en 1424 sur les collines dominant la vallée et la rivière Elsa, à côté de la route qui relie Castelfiorentino à Certaldo. Il s'agit d'une construction rectangulaire en briques rouges avec de hauts murs et quatre tours d'angle couronnées de créneaux. Elle a été construite par Puccio Pucci, de la famille Pucci, comme maison de campagne. Elle est protégée par des douves, des remparts et des tours. Le nom vient des oliveraies qui entourent les collines. 
Le château possède des armoiries en marbre à l'entrée et une porte principale qui mène à une cour intérieure avec une loggia à quatre arcs et une chapelle pour les fonctions religieuses. Le château est bien conservé avec des meubles du XVe siècle, des armes trophées et une collection de portraits exécutés du XVIe au XVIIIe siècle.
L'histoire du château comprend les batailles entre Sienne et Florence, ainsi que des invités célèbres comme les papes Léon X, Clément VII et Paul III ; le grand-duc Ferdinand III de Toscane, et le roi d'Italie Victor-Emmanuel III. 
Vers 1850, la propriété passa de la famille Pucci à la famille Guicciardini, une famille noble italienne originaire de Florence. 
Aujourd'hui, le château est une ferme moderne avec production de vins et d'huile. Il est loué pour des réceptions de mariage, des dîners toscans et des dégustations de vins.